# إسبرطة (اليونان)
إسبرطة أو سبارتا (باليونانية: Σπάρτη) (باللاتينية: Sparta) (بالإنجليزية: Sparta) مدينة يونانية كانت تعرف بأنها دولة مدينة في اليونان القديمة تقع على جانب نهر يوروتاس في جنوب شرق إقليم بيلوبونيز. ظهرت على أنها كيان سياسي حول القرن العاشر قبل الميلاد، عندما غزاها الدوريون خلال 650 قبل الميلاد، أصبحت النزعة العسكرية مهيمنة على السلطة في اليونان القديمة.
تأسست حوالي عام 900 قبل الميلاد، عبر تجمع أربع قرى هي: لمناي، ميسوا، كينوسورا، بيتاني. واشتهرت إسبرطة بمجتمعها العسكري الذي ينشأ أبناءه بصفة أساسية على القتال.
ووفقًا للأساطير اليونانية، فمؤسس إسبرطة هو لاكديمون، ابن (زوس/زيوس) تاجيت، وقد سماها على اسم زوجته ابنة يوروتاس.

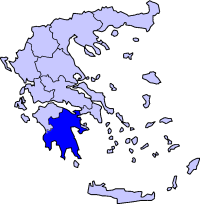
حدود إسبرطة القديمة وتسمى المنطقة بـ البلوبونيز

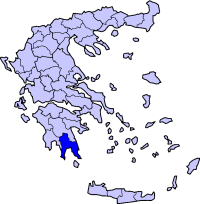
الحدود الحديثة لمدينة إسبرطة ضمن خارطة مدن اليونان

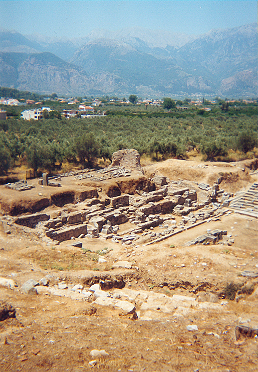
الموقع الأثري

توجهت إسبرطة نحو النظام العسكري بعد أن اضطرت إلى خوض حروب طويلة مع جيرانها، وعلى رأسهم أثينا، التي خاضت معها حربًا طاحنة استمرت لربع قرن عرفت بالحرب البيلوبونيسية،  غير أن أثينا و إسبرطة سرعان ما اتحدتا عام 481 ق.م.، رغم حروبهما، عندما تقدم الفرس باتجاه اليونان بما يعرف بالحروب الميدية،  واستطاعت أثينا التصدي له في الحملة الأولى، غير أن الحملة الفارسية الثانية، كانت لتدمر جيش أثينا، لولا أن الأسبرطيين أمنوا انسحابًا بأقل للخسائر للجيش الأثيني، استبسل فيها 300 من أشجع قادة إسبرطة العسكريين بقيادة ليونيداس ووقفوا بوجه الجيش الفارسي حتى انسحب جيش أثينا الجرار نحو موقع آمن وكان هذا في موقع يسمى ثيرموبيلاي.
ثم وقعت معركة سالاميس عام 480 ق.م.، وهي معركة بحرية قاد اليونانيين فيها الأسبرطي أوريبادس، واضطر فيها الفرس بقيادة مردونيوس إلى الانسحاب لشواطئ آسيا الصغرى (تركيا). وفي عام 479 ق.م.، وقعت معركة بلاتيا البرية ومعركة رأس ميكالي البحرية، اللتين انتصر فيها اليونانيون على الفرس نهائيًا، وساد السلام في اليونان طوال 20 عامًا لاحقة.

## تاريخ إسبرطة

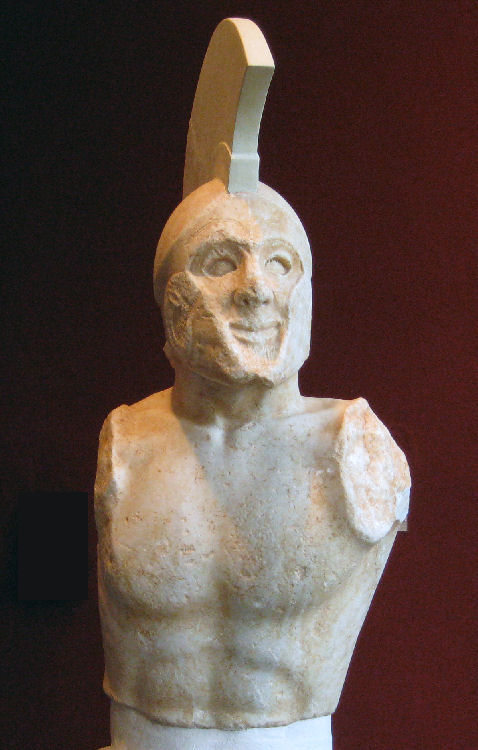
إسبرطة، معبد أثينا تشالكيوكوس، تمثال جندي إسبرطي (من المحتمل ليونيداس)

كانت إسبرطة هي المدينة الوحيدة التي يحكمها ملك مقيد بدستور وبرلمان إرادته فوق إرادة الحاكم. لكن معظم النواب فكروا بامتيازاتهم، وعروض الغازي الفارسي المغرية، ورفضوا الاستجابة لدعوى ملكهم ليونيداس بالخروج ومقاومة الغزو. تبعه مقاتلين من مدن أخرى تخلوا عنه بعد رؤيتهم حجم القوة الغازية. لكن المجموعة التي كانت معه تدربت معه على فنون القتال وكانوا يعتبرون من القوات الخاصة بالمفهوم العصري. لكن أهم ما كان يجمعهم ثقتهم المطلقة بإخلاص وشجاعة ملكهم، واعتقادهم الراسخ بأن ما يقومون به هو الدفاع عن مملكتهم الديموقراطية. 300 رجل حاولوا أن يصدوا أكبر جيش عرفه العصر القديم. زوجة الملك حاولت اقناع مجلس النواب بإرسال الجيوش لدعم زوجها وفشلت لأن الملك خرج عن سلطة البرلمان وكانوا يعدون العدة لمحاكمته إذا عاد حيا. لكن انكشاف الخونة، ووصول واحد من الجرحى الباقين من هؤلاء الثلاثمائة مقاتل وهو يصف كيف قاتلوا، وصمدوا، ولم يستسلموا رغم كل الإغراءات والعروض التي قدمت. وأن الملك الحر لم يفكر بسلطته، ولا عرشه، بل بكرامة مملكته، ومصير نسائها وأطفالها المهددين بالعبودية. لما سمع سكان المدن الاغريقية الأخرى، وعرفوا الحقيقة توحدوا تحت قيادة المقاتل العائد بجيش جرار وهزموا الجيش الذي لم يهزم. وعاد الإمبراطور الذي أعلن نفسه إلها، خائبا هاربا.

### مملكة كوم سخين
من أقدم الممالك التي عرفتها البشرية وتأسست مملكة كوم سخين في العصر الايوني وقد أسسها الملك العظيم وظل يحكمها أكثر من ثمانين عام واستطاع ان يجعلها أكبر مملكة في ذلك الوقت ويذهب بعض المؤرخين انه استطاع في سنوات حكمه العشرين الأخيرة ان يحكم زمام الأرض من شرقها إلى غربها[بحاجة لمصدر]. وقد قسم مملكته بين أبناءه الستة قبل وفاته وسمى كل منهم باسماء أبناءه أفريقيا وأوروبا واسيويا وكورتيز ومدونتير (الامريكتين) وأستراليا.

### الحرب الميسينية الثانية
و بين عامي 660 - 640 قبل الميلاد، وقعت الحرب الميسينية الثانية، إذ وبعد ثمانين عامًا من الحكم الأسبرطي لـ ميسينيا، ثار أهالي ميسينيا ضد الحكم الأسبرطي، ودعمهم في عصيانهم حكام دويلات المدن اليونانية في الشمال والشرق والتي كانت على خلاف مع إسبرطة. وعندما تعاظمت الاضطرابات الاقتصادية والسياسية في ميسينيا وفقد العديد من الأسبرطيين أراضيهم التي اكتسبوها بعد الحرب الأولى، سارعت إسبرطة إلى فرض نفوذها في ميسينيا، وابتكر الأسبرطيون خلال الإعداد لتلك الحرب، التكتيك القائم على تجمع كتيبة مشاة مدججة بكافة أنواع السلاح (رماح، سيوف، تروس، دروع، واقيات أطراف)، وهذا التكتيك انتشر في حروب العالم بعد ذلك، من بعد الأسبرطيين.
انتصرت إسبرطة في الحرب انتصارًا مؤزرًا، أعاد هيبتها إلى كافة المدن اليونانية، غير أنه صنع منها دولة جديدة، دولة لا تعرف غير الحرب.

## أسبرطة العسكرية
كان ازدياد ثروة الدولة، وتوسع نفوذها الواقعي والمعنوي على ما جوارها من المدن الاغريقية، أحد النتائج المباشرة للحرب الميسينية الثانية.
وارتأت أسبرطة بعد النصر أن تتحول إلى دولة عسكرية، أي أن يحكمها العسكر، وأن تكون ذات أهداف توسعية دائمة، وأن تكون الحرب هي وسيلة الكسب والردع، فضلًا عن تعظيم العمل العسكري في المجتمع الأسبرطي، حتى أصبح الجندي في أعلى درجات السلم الاجتماعي.
ونشأ عن ذلك ظهور نظام الحاميات، إذ عملت حكومة أسبرطة على إرسال كتائب مسلحة في عدد من المدن اليونانية التي احتلتها، وكتائب أخرى ترابط في المدن المتحالفة (أو الخاضعة بشكل غير ظاهر) لهاوقد كانت النساء تتدرب على الحرب واللقتال

## الدستور والدولة

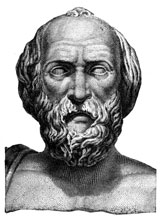
ليكرجوس أسبرطة

في عايلاد، ظهر إلى الوجود دستور الإمبراطور أسبرطة ويسمى (ريترا الكبرى)، ينص الدستور على أن يحكم أسبرطة اثنان من الملوك أحدهما أجيادي، والآخر أوريبونتيدي. ومجلس للشعب يسمى (جيروزيا)، وجمعية للجيش، وينظم الدستور هذه السلطات ويحدد مهامها.
وبعد عدة سنوات جرى إصلاح دستوري جذري، حُصرت فيه سلطة الملوك بالجيش فقط، وأنشيء مجلس جديد للحكام المدنيين، يتم انتخابهم من قبل مجلس الشعب.
وتجدر الإشارة إلى أن حق الانتخاب والترشيح كانت مقصورة على الأسبرطيين فقط.
و يقال أيضا انه كان لمصلح منهم اسمه ليكرجوس فضلا عظيما في تكوين نظام اسبرطه العسكري فهو الذي امر بكسر اسوار مدينة اسبرطه. وقال انه السور لا يحمي المدينة وانه يجب على المدينة ان تحمى بواسطه ابنائها. و سن عدة قوانين واهداف منها:
1. الدولة ملك لجميع المواطنين.
2. تدريب الشباب ليكونوا جنود اقوياء.
3. تدريب البنات ليكونوا امهات الابطال.

و يذكر أيضا انه كان لديهم هيئه تكون موجوده أول ما يولد الطفل ترى هل هو صالح ليكون جندي ام لا وإذا لم يكن صالح رموه من حافة جبل تايجتوس. فلم يكون لهم وقت في تربيه طفل معاق ام مريض (حسب زعمهم). ويذكر انه كان لديهم تقسيم في دراسة الحرب وكانت خارج اسبرطه نفسها التي يعيش فيها مدنيون فالطفل من الميلاد الي 7 سنوات يكون عاري وحافي و من 7 الي 12 حافي وعاري ويتعلم قليلا من فنون الحرب. و من 13 الي 18 يدرب على القتال ويسمح له بالدخول الي اسبرطه والسرقة والنهب. و من 18 إلى 20 يتخصص في نوع واحد ووحيد من السلاح كانو يذهبون للجبل عراة رجال ونساء في سن ال 19 لغلب الشهوة وليصبح ذلك امرا عاديا بالنسبة لهم. و من سن ال20 إلى 30 رجل حرب. ويسمح له بعد 30 ان يرجع الي اسبرطه ليكون مواطناً مدنياً فيتزوج ويستقر.

## المجتمع الأسبرطي
كان المجتمع الأسبرطي يتكون من ثلاث قبائل، وهو مجتمع ذكوري، يهمّش المرأة. ويُربى الذكور بين 14 - 20 من أعمارهم من قبل الدولة ويتلقون تعليمًا عسكريًا مكثفًا، ومن أعمارهم بين 20 - 30 ملتحقون بالجيش جميعًا، ومن هم أكبر من الثلاثين يجتمعون في نوادٍ رجالية في المدن، ويتناولون فيها وجباتهم سوية.
هي مدينة من أقوي الدويلات إبان حكم الدورين الغزاة الذين نافسوا أثينا، وكان الأسبرطيون محاربين. وتقع هذه المدينة حاليًا في شبه جزيرة المورة باليونان.

## الجغرافيا

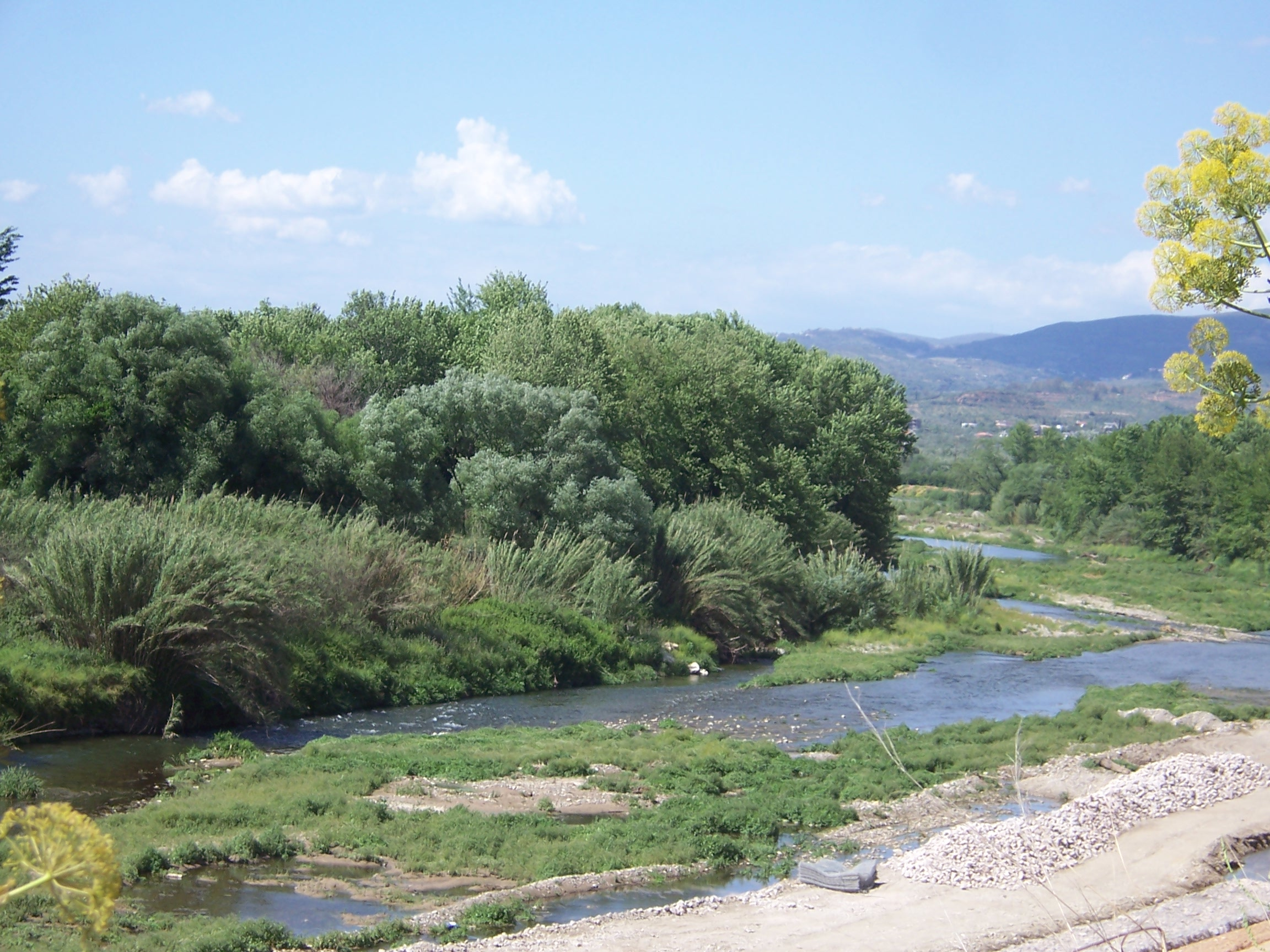
نهر يوروتاس

توجد أسبرطة في منطقة لاكونيا، في الجنوب الشرقي من البيلوبونيز، وقد بنيت أسبرطة القديمة على ضفاف نهر يوروتاس، النهر الرئيسي لمنطقة لاكونيا الذي يمد المدينة والقرى حولها بالماء العذب، ويوجد وادٍ يسمى باسم النهر إفروتس (وادي إفروتس)، ويحدها من الغرب جبل تايجتوس (2407 م) ومن الشرق جبل بارنون (1935 م).
و غير ذلك فلاكونيا منفصلة عن أركاديا بمرتفعات يصل ارتفاعها إلى 1000م، وساهمت كل هذه الظواهر الطبيعية في جعلها بمثابة التحصينات الجيدة لأسبرطة، وتملك الأخيرة أيضا ميناء هو جايثيو على الخليج اللاكوني.

## في الذاكرة الإنسانية

### الثقافة والفن
- انسحاب جيش أثينا نحو موقع آمن في موقعة «ثرموبيلاي» انتج بخصوصه فيلم أمريكي وهو فيلم «فيلم 300» سنة 2006.

## وصلات خارجية
- GTP—Sparta
- GTP—Ancient Sparta
- Schrader، Helena P. (2001–2010). "Sparta Reconsidered: An Introduction". The Spartans: Warrior Philosophers of the Ancient World. Elysium Gates. مؤرشف من الأصل في 2013-05-09.{{استشهاد ويب}}:  صيانة الاستشهاد: تنسيق التاريخ (link)
- Halsall، Paul (يناير 1999). "11th Britannica: Sparta". Ancient History Sourcebook. Fordham University. مؤرشف من الأصل في 2014-10-15.
- Papakyriakou-Anagnostou، Ellen (2000–2011). "History of Sparta". Ancient Greek Cities. مؤرشف من الأصل في 2016-10-14.{{استشهاد ويب}}:  صيانة الاستشهاد: تنسيق التاريخ (link)